# Britannic
HMHS Britannic var en engelsk damper og søsterskib til Titanic og Olympic.
Skibet blev søsat den 26. april 1914, men før det kunne begynde på rutesejlads, brød 1. verdenskrig ud, og skibet blev indsat som hospitalsskib. Den 21. november 1916 ramte det en tysk mine i Kea-kanalen ved Grækenland, og sank i løbet af 55 minutter. Grunden til det var, at man havde åbnet en masse koøjer, hvilket var i strid med reglerne. Ombord var Violet Jessop, der også var ombord da både Titanic, da det sank i 1912, og Olympic som var ude for en ulykke i 1911.
Efter Titanics forlis havde man udstyret skibet med tilstrækkeligt antal redningsbåde, og de eneste omkomne var 30 personer, som var i to redningsbåde, der blev sat i vandet, før skibet stod stille, og som derfor blev suget ind i skruen.
Hvad der også hjalp i forhold til Titanics forlis var, at skibet var relativt tæt på land, og at vandet var varmere.
Britannic skulle ligesom sine søstre være en luksusliner (den mulighed fik hun dog aldrig), men bare med nogle få ændringer hun skulle blive en halv meter længere, hvilket fik hende op på en vægt af 55.000 bruttoton.
Britannics forlis dannede forlæg for en fri fortolkning af begivenhederne i filmen Britannic i 2000.
- Wikimedia Commons har flere filer relateret til Britannic

37°42′05″N 24°17′02″Ø / 37.7014°N 24.2839°Ø